# 安曇瑠理
安曇 瑠理（あずみ るり）とは、マイクロソフトの技術解説漫画に登場するキャラクターである。

## 概要
マイクロソフトのクラウドプラットフォーム、Microsoft Windows Azureの技術解説漫画に登場する、キャラクターである。声優は伊藤かな恵
大きな丸めがねと、京都弁がトレードマーク。髪型は姫カット。特技はイラスト制作。
『クラウドガール -碧空にはばたく籠の小鳥-編』で、初登場。クラウディア・窓辺から技術指南をうける、新人のシステムエンジニアである。
2013年12月29日に開催されたコミックマーケット85では、瑠理のシステムボイス入りのテーマパックが同封されたタブレットPCが販売された。
2014年2月26日にMicrosoft Windows Azureに日本データセンターが設立されたのを機に、クラウディアや瑠理が登場するCM動画が公開された。